# Dyscia psoricaria
Dyscia psoricaria är en fjärilsart som beskrevs av Eduard Friedrich Eversmann 1848. Dyscia psoricaria ingår i släktet Dyscia och familjen mätare. Inga underarter finns listade i Catalogue of Life.